# Andreea Păduraru (regizoare)
Andreea Păduraru  (n. 7 octombrie 1972, Craiova, România) este o regizoare, realizatoare de videoclipuri, scenaristă și scriitoare română, care a colaborat cu diferiți artiști printre care se numără și Paula Seling. A făcut videoclipuri pentru Paraziții, În focuri, Ombladon feat. Raku, Egali din naștere etc.; a regizat filme documentare — 13-19 iulie 1998, Craiova, Azilul de bătrâni, împreună cu Cristi Puiu, și filme de ficțiune — Bricostory, Ipoteze sau predicții bazate pe teorii. A realizat coloana sonoră a filmului Moartea domnului Lăzărescu.

## Filmografie

### Asistentă de regie
- Moartea domnului Lăzărescu (2005)

### Autoare a coloanei sonore
- Marfa și banii (2001) - redactor muzical
- Moartea domnului Lăzărescu (2005)